# Vacuna contra la tos ferina
La vacuna contra la tos ferina, tos convulsiva o pertussis es una vacuna que protege contra la tos ferina. Hay dos tipos principales: vacunas de células completas y vacunas acelulares. La vacuna de células enteras es aproximadamente 78% efectiva, mientras que la vacuna acelular es 71 a 85% efectiva. La efectividad de las vacunas parece disminuir entre un 2 y un 10% por año después de la vacunación con una disminución más rápida con las vacunas acelulares. Vacunar a la madre durante el embarazo puede proteger al bebé. Se estima que la vacuna salvó más de 500.000 vidas en 2002.
La Organización Mundial de la Salud y el Centro para el Control y la Prevención de Enfermedades recomiendan que todos los niños se vacunen contra la tos ferina y que se incluyan en los programas de vacunas. Esto incluye a las personas que tienen VIH/SIDA. Tres dosis a partir de las seis semanas de edad se recomiendan generalmente en niños pequeños. Se pueden administrar dosis adicionales a niños mayores y adultos. La vacuna solo está disponible en combinación con las vacunas contra el tétanos y la difteria.
Las vacunas acelulares se usan más comúnmente en el mundo desarrollado debido a menos efectos adversos. Entre el 10 y el 50% de las personas que reciben las vacunas de células completas desarrollan enrojecimiento en el lugar de la inyección o fiebre. Las convulsiones febriles y los largos períodos de llanto ocurren en menos del 1% de las personas. Con las vacunas acelulares puede ocurrir un breve período de inflamación no grave del brazo. Los efectos secundarios con ambos tipos de vacunas, pero especialmente con la vacuna de células enteras, son menos comunes cuanto más joven es el niño. Las vacunas de células enteras no deben usarse después de los siete años de edad. Los problemas neurológicos graves a largo plazo no están asociados con ninguno de los dos tipos.
La vacuna contra la tos ferina se desarrolló en 1926.  Está en la Lista de medicamentos esenciales de la Organización Mundial de la Salud, los medicamentos más efectivos y seguros que se necesitan en un sistema de salud. Una versión que también incluye a la vacuna contra el tétanos, la difteria, la poliomielitis y la Hib está disponible al por mayor en el mundo en desarrollo a un costo de US$15,41 por dosis para el año 2014.

## Efectividad
La vacuna contra la tos ferina acelular (aP) con tres o más antígenos previene alrededor del 85% de los casos típicos de tos ferina en niños. Tiene una eficacia más alta o similar a la vacuna contra la tos ferina de células enteras utilizada anteriormente, sin embargo, la eficacia de la vacuna acelular disminuye más rápidamente. Las vacunas acelulares también causan menos efectos secundarios que las vacunas de células enteras.
A pesar de la vacunación generalizada, la tos ferina ha persistido en las poblaciones vacunadas y es una de las enfermedades prevenibles por vacunación más comunes. El reciente resurgimiento de las infecciones por pertusis se atribuye a una combinación de inmunidad menguante y nuevas mutaciones en el patógeno que las vacunas existentes no pueden controlar de manera efectiva.
Algunos estudios han sugerido que, si bien las vacunas contra la tos ferina acelular son eficaces para prevenir la enfermedad, tienen un impacto limitado en la infección y la transmisión, lo que significa que las personas vacunadas podrían propagar la enfermedad aunque tengan solo síntomas leves o ninguno.

### Niños
Para los niños, las inmunizaciones se administran comúnmente en combinación con las inmunizaciones contra el tétanos, la difteria, la poliomielitis y el haemophilus influenzae tipo B a los dos, cuatro, seis y 15 a 18 meses de edad. Un único refuerzo posterior se administra entre los cuatro y los seis años de edad (calendario estadounidense). En el Reino Unido, las vacunas contra la tos ferina se administran a los 2, 3 y 4 meses, con un refuerzo de preescolar a los 3 años y 4 meses. 

### Adultos
En 2006, el CDC (Centers for Disease Control) de los Estados Unidos recomendaron que los adultos recibieran la vacuna contra la tos ferina junto con el refuerzo contra el tétano y el toxoide diftérico. En 2011 comenzaron a recomendar refuerzos durante cada embarazo. En el Reino Unido también se recomienda la vacunación de mujeres embarazadas (entre 28 y 38 semanas de embarazo).
El refuerzo contra la tos ferina para adultos se combina con una vacuna contra el tétanos y un refuerzo para la vacuna contra la difteria; esta combinación se abrevia  con el nombre "Tdap" (Tétanos, difteria, pertussis acelular). Es similar a la vacuna infantil llamada "DTaP" (Difteria, Tétanos, Pertussis acelular), con la principal diferencia de que la versión para adultos contiene cantidades más pequeñas de los componentes de difteria y tos ferina. Esto se indica en el nombre por el uso de "d" y "p" minúsculas para la vacuna de adultos. La "a" minúscula en cada vacuna indica que el componente de la tos ferina es acelular o libre de células, lo que reduce la incidencia de efectos secundarios. El componente de tos ferina de la vacuna DPT original representó la mayoría de los efectos secundarios locales y sistémicos menores en muchos bebés vacunados (como fiebre leve o dolor en el lugar de la inyección). La nueva vacuna acelular, conocida como DTaP, ha reducido en gran medida la incidencia de efectos adversos en comparación con la vacuna contra la tos ferina de "células completas" anterior, sin embargo, la inmunidad disminuye más rápidamente después de la inoculación de la vacuna acelular respecto de la vacuna de células completas.

## Efectos secundarios
Entre el 10% y el 50% de las personas que reciben las vacunas de células completas desarrollan enrojecimiento, hinchazón, dolor o sensibilidad en el lugar de la inyección y/o fiebre, menos del 1% experimenta convulsiones febriles o períodos prolongados de llanto y menos de 1 de cada 1000 a 2.000 personas vacunadas tienen un episodio hipotónico-hiporrespático. Las mismas reacciones pueden ocurrir después de las vacunas acelulares, pero son menos comunes. Los efectos secundarios con ambos tipos de vacunas, pero especialmente con la vacuna de células enteras, son más probables a medida que el niño es mayor. Las vacunas de células enteras no deben usarse después de los siete años de edad. Según la OMS, los problemas neurológicos graves a largo plazo no están asociados con ninguno de los dos tipos. La OMS dice que la única contraindicación para las vacunas contra la tos ferina de células completas o acelulares es una reacción anafiláctica a una dosis previa de la vacuna contra la tos ferina, mientras que el CDC de los EE. UU. coloca la encefalopatía no debida a otra causa identificable que haya ocurrido dentro de los siete días posteriores a una dosis anterior de la vacuna contra la tos ferina como una contraindicación, y recomienda a aquellos que han tenido convulsiones, tengan un trastorno neurológico conocido o sospechado, o han tenido un evento neurológico después de que una dosis previa no se vacunen hasta después de que se inicie el tratamiento y la condición se estabilice. Solo la vacuna acelular se usa en los Estados Unidos.

## Formulaciones modernas
Para el año 2018, existen cuatro vacunas de DTaP/Tdap autorizadas para su uso en los Estados Unidos Infanrix y Daptacel (para niños), Boostrix y Adacel (para adolescentes y adultos).
| Vacuna   | Productor       | Licenciado para    | Toxina pertussis (PT), μg | Hemaglutinina filamentosa (FHA), μg | Pertactina (PRN), μg | Fimbrias (FIM), μg |
| -------- | --------------- | ------------------ | ------------------------- | ----------------------------------- | -------------------- | ------------------ |
| Infanrix | GlaxoSmithKline | 6 semanas a 7 años | 25                        | 25                                  | 8                    | -                  |
| Boostrix | GlaxoSmithKline | mayores de 10 años | 8                         | 8                                   | 2,5                  | -                  |
| Daptacel | Sanofi Pasteur  | 6 semanas a 7 años | 10                        | 5                                   | 3                    | 5                  |
| Adacel   | Sanofi Pasteur  | 11 a 64 años       | 2,5                       | 5                                   | 3                    | 5                  |

## Historia
La vacuna contra la tos ferina se administra generalmente como un componente de las vacunas contra la difteria-tétanos-tos ferina (DTP/DTwP, DTaP y Tdap). Existen varios tipos de vacunas contra la difteria, el tétanos y la tos ferina. La primera vacuna contra la tos ferina fue desarrollada en la década de 1930 por la pediatra Leila Denmark. Incluía bacterias de Bordetella pertussis muertas como células completas. Hasta principios de la década de 1990, se usó como parte de la vacuna DTwP para la inmunización de niños. Sin embargo, contenía endotoxina de pertussis (lipooligosacárido de superficie) y produjo efectos secundarios.
En la década de 1980, se desarrollaron nuevas vacunas contra la tos ferina acelular, que incluían solo unos pocos antígenos de la tos ferina seleccionados (toxinas y adhesinas). Las vacunas acelulares tienen menos probabilidades de provocar efectos secundarios. Se convirtieron en parte de las vacunas DTaP para niños. En 2005, se autorizaron dos nuevos productos de vacunas para su uso en adolescentes y adultos que combinan los toxoides del tétanos y la difteria con la vacuna contra la tos ferina acelular. Estas vacunas (Tdap) contienen cantidades reducidas de antígenos de tos ferina en comparación con las vacunas DTaP.
Pearl Kendrick y Grace Eldering estudiaron la tos ferina en los años treinta. Desarrollaron y realizaron el primer estudio a gran escala de una vacuna exitosa para la enfermedad.

### Controversia en los años setenta y ochenta
Durante los años setenta y ochenta, surgió una controversia relacionada con la cuestión de si el componente de tos ferina de células enteras causaba una lesión cerebral permanente en casos raros, llamada encefalopatía por vacuna contra la tos ferina.  A pesar de esta afirmación, los médicos recomendaron la vacuna debido al abrumador beneficio de salud pública, porque la tasa a la que se asociaba era muy baja (un caso por cada 310.000 inmunizaciones, o aproximadamente 50 casos de los 15 millones de inmunizaciones de cada año en los Estados Unidos), y el riesgo de muerte por la enfermedad era elevado (la tos ferina mató a miles de estadounidenses por año antes de la introducción de la vacuna). Ningún estudio mostró una conexión causal, y estudios posteriores no mostraron ningún tipo de conexión entre la vacuna DPT y la lesión cerebral permanente. El supuesto daño cerebral inducido por la vacuna demostró ser una afección no relacionada, la epilepsia infantil. En 1990, el Journal of American Medical Association calificó la conexión de "mito" y "tontería".
Sin embargo, la publicidad negativa y el miedo causaron que la tasa de inmunización cayera en varios países, incluyendo el Reino Unido, Suecia y Japón.  Siguió un aumento dramático en la incidencia de tos ferina.
En los Estados Unidos, los bajos márgenes de ganancia y el aumento de los juicios relacionados con la vacuna hicieron que muchos fabricantes dejaran de producir la vacuna DPT a principios de los años ochenta. En 1982, el documental televisivo DPT: Vaccine Roulette de la reportera Lea Thompson describió las vidas de niños cuyas discapacidades severas fueron culpadas incorrectamente de la vacuna DPT. La publicidad negativa resultante llevó a muchas demandas contra los fabricantes de vacunas. Para 1985, los fabricantes de vacunas tenían dificultades para obtener un seguro de responsabilidad civil. El precio de la vacuna DPT se disparó, lo que llevó a los proveedores a reducir las compras, lo que limita la disponibilidad. Solo un fabricante permaneció en los Estados Unidos a fines de 1985. En respuesta, el Congreso aprobó la Ley Nacional de Lesiones por Vacunas Infantiles (NCVIA) en 1986, estableciendo un sistema federal sin culpa para compensar a las víctimas de lesiones causadas por las vacunas recomendadas.
Las preocupaciones sobre los efectos secundarios llevaron a Sato a introducir una vacuna acelular incluso más segura para Japón en 1981, la que fue aprobada en los EE. UU. en 1992 para su uso en la combinación de la vacuna DTaP. La vacuna acelular tiene una tasa de eventos adversos similar a la de una vacuna Td (una vacuna contra el tétanos y la difteria que no contiene la vacuna contra la tos ferina).